# Tenniskuit
Een tenniskuit (Engels: tennis leg) is een (sport)blessure aan de kuit. In de literatuur wordt onder een tennis leg een (partiële) ruptuur (gedeeltelijke scheur) van de mediale kop van de musculus gastrocnemius (de oppervlakkige kuitspier) verstaan.

## Achtergrond
De rupturen van de spieren in de kuit worden veelal aangeduid met 'zweepslag'. De term 'tenniskuit' in het medisch jargon is ontstaan nadat door nieuwe onderzoeksmethoden (echografie), onderscheid kan maken tussen de partiële rupturen (zweepslag) en de vochtcollectie. Door de relevante verschillen tussen beide, qua ontstaanswijze, pathologie en vooral ook behandeling werd de term 'tenniskuit' geïntroduceerd.

## Vochtcollectie tussen musculus gastrocnemius en musculus soleus
Uit onderzoek van Delgado en anderen blijkt dat de 'tennis leg' in 66,7% van de gevallen een scheur is in de mediale kop van de musculus gastrocnemius, in 21% een vochtcollectie tussen de aponeurose van de musculus gastrocnemius en de musculus soleus en bij 2% een ruptuur is van de musculus plantaris. Zelden wordt een diepe veneuze trombose gezien. De literatuur is niet eensluidend over de oorzaak van het ontstaan van vochtcollectie tussen m. gastrocnemius en m. soleus, Sommigen praten over een beschadiging van de fascie tussen de spieren, anderen over een soort compartimentsyndroom. Door middel van functieonderzoek zijn partiële rupturen van de kuitspieren te herkennen door pijn bij aanspanning. Bij een tenniskuit is dat echter meestal niet het geval. Ook rekken van de spier wekt geen pijn op. Tijdens het neerkomen op de voet, bijvoorbeeld bij hardlopen echter is de pijn in het midden van de kuit aanwezig. Bij een groter hematoom is er ook pijn in rust.

## Echografie
Door middel van echografisch onderzoek ('echo' of musculoskeletale echografie) is een tenniskuit duidelijk te herkennen en te onderscheiden van de rupturen. Hier twee verschillende echografische afbeeldingen van een vochtcollectie, kennelijk een hematoom (zwart, echoarm deel) tussen de musculus gastrocnemius en de musculus soleus (diepe kuitspier).
 
G= musculus gastrocnemius, S= musculus soleus.

## Behandeling
De behandeling is bij partiële rupturen gericht op rust en herstel gedurende minimaal 6 tot 8 weken. Een tenniskuit kan echter wel sneller belast worden, zij het geleidelijk opgebouwd en aanvankelijk met een externe compressie, zoals een kuitbrace.
Het is zelfs waarschijnlijk dat een tenniskuit die wordt behandeld als een ruptuur van een spier of pees, chronisch van aard kan worden omdat het herstelproces (waaronder littekenvorming) kan leiden tot verklevingen die het glijden tussen de verschillende spiergroepen (aponeurose en fascie) zal beperken en zal leiden tot recidiverende beschadigingen.